# Thomisus spiculosus
Thomisus spiculosus es una especie de araña cangrejo del género Thomisus, familia Thomisidae. Fue descrita científicamente por Pocock en 1901.

## Distribución
Esta especie se encuentra en África Occidental, Central y Meridional.